# طريق مسدود (فلم)
طريق مسدود (بالفرنسية: Cul-de-sac) هو فيلم بريطاني للمخرج البولندي «رومان بولانسكي» وهذا هو فيلمه الثانى باللغة الإنجليزية وهو من نوع الأفلام النفسية والإثارة، إشترك بولانسكي في كتابته مع كاتب السيناريو الفرنسي «جيرار براك».

## طاقم التمثيل
- دونالد بليسينس: في دور جورج
- فرانسواز دورلياك: في دور تيريزا
- ليونيل ستاندر: في دور ديكاي
- جاك ماكجوران: في دور ألبي
- إيان كارير: في دور كريستوفر
- جيفري سمرز: في دور والد كريستوفر
- رينيه هوستن: في دور والدة كريستوفر
- وليام فرانكلين: في دور سيسل
- جيفري سمنر: في دور والد
- روبرت دومنيج: في دور فيليب فيرويثار
- ماري كيان: في دور ماريون فيرويثار
- جاكلين بيسيه: في دور جاكلين
- تريفور ديلاني: في دور نيكولاس

## أحداث الفيلم
ديكاي (ليونيل ستاندر) رجل عصابات أمريكي خشن المظهر يدفع سيارته المتعطلة عبر طريق بجوار البحر وبداخل السيارة يجلس صديقه غريب الاطوار البى (جاك ماكجوران) وهو ينزف من إثر طلق نارى أثناء محاولة سرقة فاشلة. يعوق تقدمهم حركة المد البحرى الغير متوقع، فيدخل ديكاى إلى قلعة مظلمة أعلى تل يسكنها جورج (دونالد بليسينس) الإنجليزي عصبي المزاج مع زوجته الشابة تيريزا (فرانسواز دورلياك). يسيطر ديكاى على الرجل وزوجته كرهينتين في إنتظار تعليمات رئيسه كاتلباش الغامض. يموت البي متأثرا بالطلق النارى ويقرر ديكاى الإستيلاء على القلعة لحين وصول رئيسه. يحضر بعض الأصدقاء إلى القلعة بدون سابق إنذار ويسعد بهم جورج ويدعى أن ديكاي يعمل كخادم، وتبدأ تيريزا مغازلة أحد الزوار المدعو سيسل (وليام فرانكلين). يتلقى ديكاي تعليمات رئيسه ويأمر جورج بأن يدفع السيارة المعطلة إلى أعلى الطريق ولكن تيريزا التي استولت على مسدس ديكاى تناوله لجورج الذي يطلق النار على رجل العصابات ديكاى ليرديه قتيلا. خوفا من التورط في القتل وقدوم رئيس ديكاى للإنتقام تحاول تيريزا إقناع جورج بالتخلي عن القلعة والهرب وعندما يرفض جورج  ويتملكه اليأس، تسارع تيريزا بالهرب بصحبة سيسل، ويبقى جورج في القلعة وحيدا. يركض جورج عند الفجر ليجلس على صخرة في وضع كوضع الجنين في بطن الأم وهو يبكي بصورة هستيرية والمد يرتفع من حوله.

## الإنتاج والتصوير
تم تصوير الفيلم عام 1965 في جزيرة لينديسفيرن التي تعرف أيضا بأسم هولى ايلاند قبالة ساحل نورثمبرلاند بإنجلترا. تم التصوير داخل قلعة لينديسفيرن والتي تحولت بعد فترة إلى مزار سياحي تاريخي، وعلى الرغم من مرور الوقت فالمكان والقلعة لم يتغير إلى حد كبير.

## تحليل النقاد
كان فيلم بولانسكي السابق «إشمئزاز Repulsion» الذي صدر في عام 1965، يستكشف مواضيع الرعب والجنس المحبط والإغتراب، والتي أصبحت من سمات العديد من أفلام المخرج، مثل فيلمه الشهير «طفل روزماري     Rosemary's Baby» عام 1968 وفيلم «المستأجر The Tenant» عام 1976. يقارن النقاد فيلم «طريق مسدود»، بأعمال صمويل بيكيت وهارولد باينتر من حيث روح العمل والموضوع، ومما دعى لرؤية التشابه وجود إثنين من الممثلين في فيلم بولانسكي، جاك ماكجوران الذي يمثل في مسرحيات بيكيت ودونالد بليسينس الذي يلعب دور «ديفيز» في مسرحية «المشرف The Caretaker» للكاتب هارولد باينتر. الفيلم بالألمانية يحمل أسم «عندما يأتي كاتيلباخ    Wenn Katelbach kommt»

## إستقبال الفيلم
كتب بوسلي كروذر من صحيفة نيويورك تايمز: «بعد ضربتين نظيفتين، فيلم» سكين في الماء«وفيلم» التنافر«، يحق لرومان بولانسكي أن يتحرك كيفما يريد»، كتب روجر ايبرت في شيكاغو سن تايمز: «يبدو هذا كثيرًا مثل فيلم الرعب، لكن بولانسكي يتجاهل الرعب للتركيز بدلاً من ذلك على الفكاهة المروعة»، كتبت جوناثان روزنباوم في الصحيفة الإسبوعية قارئ شيكاغو: «من أفضل وأنقى أعماله»، وكتبت مجلة فاراياتي: «وكأنه دراسة في الجنون الغريب، يخلق الفيلم جو من شعور بالوخز! ثم يتدهور هذا بشكل محفوف بالمخاطر في الأوقات التي يفك فيها المخرج المسامير ولا يسيطر على الكوميديا التي يقدمها كثيرًا». منح موقع تجميع آراء النقاد «روتن توميتوز» تقدير 83% بناء على 23 ناقد، ومنح موقع «ميتاكريتك» تقدير 75% بناء على 10 نقاد.
حصل الفيلم على على جائزة الدب الذهبي عام 1966 في مهرجان برلين السينمائي الدولي السادس عشر.

## روابط خارجية
- مقالات تستعمل روابط فنية بلا صلة مع ويكي بيانات